# Sylvain Renaud
Pour les articles homonymes, voir Renaud (homonymie).
Sylvain Renaud est un karatéka français surtout connu pour avoir remporté l'épreuve de kumite individuel masculin moins de 80 kilos Modèle:Date de naissance :1956aux championnats d'Europe de karaté 1978Date de naissance :1956 organisés à Genève, en Suisse.

## Résultats
| Résultat      | Date | Épreuve                   | Catégorie | Compétition                | Ville hôte        |
| ------------- | ---- | ------------------------- | --------- | -------------------------- | ----------------- |
| Médaille d'or | 1978 | Kumite individuel - 80 kg | Seniors   | Championnats d'Europe 1978 | Genève, en Suisse |